# Advanced Communications Riser

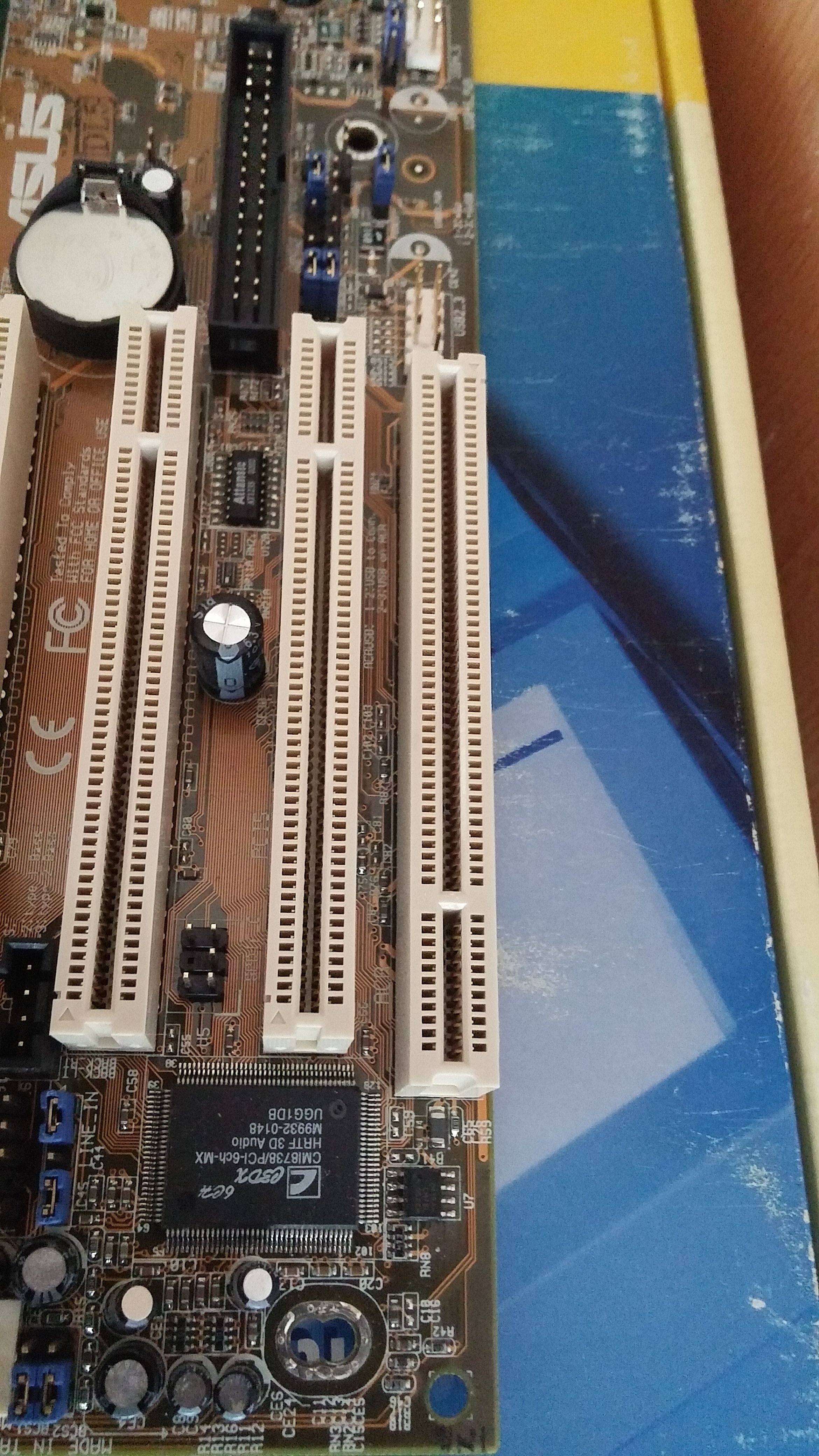
ACR-Steckplatz (rechts) auf einem ASUS-Motherboard, daneben zwei PCI-Steckplätze

Der Advanced Communications Riser (kurz ACR) ist ein Bussystem beim PC. Die Schreibweise variiert je nach Quelle: teils mit und teils ohne „s“ am Ende von „Communication“.
Das Bussystem stellt eine Kombination zwischen dem Audio Modem Riser (AMR) und dem Communication and Networking Riser (CNR) dar. Optisch sieht ein ACR-Slot wie ein um 180 Grad gedrehter PCI-Bus aus. Da der ACR-Bus abwärtskompatibel ist, können auch AMR-Karten damit betrieben werden. Nicht alle der 120 Pin-Konnektoren werden gebraucht.
Zum Einsatz kam der Bus vor allem in den frühen 2000er Jahren auf manchen Mainboards, um z. B. spezielle Audiokarten anzuschließen. Jedoch hat er sich nie richtig durchgesetzt und findet in heutigen PCs kaum noch Verwendung.